# Рай (Божественна комедія)

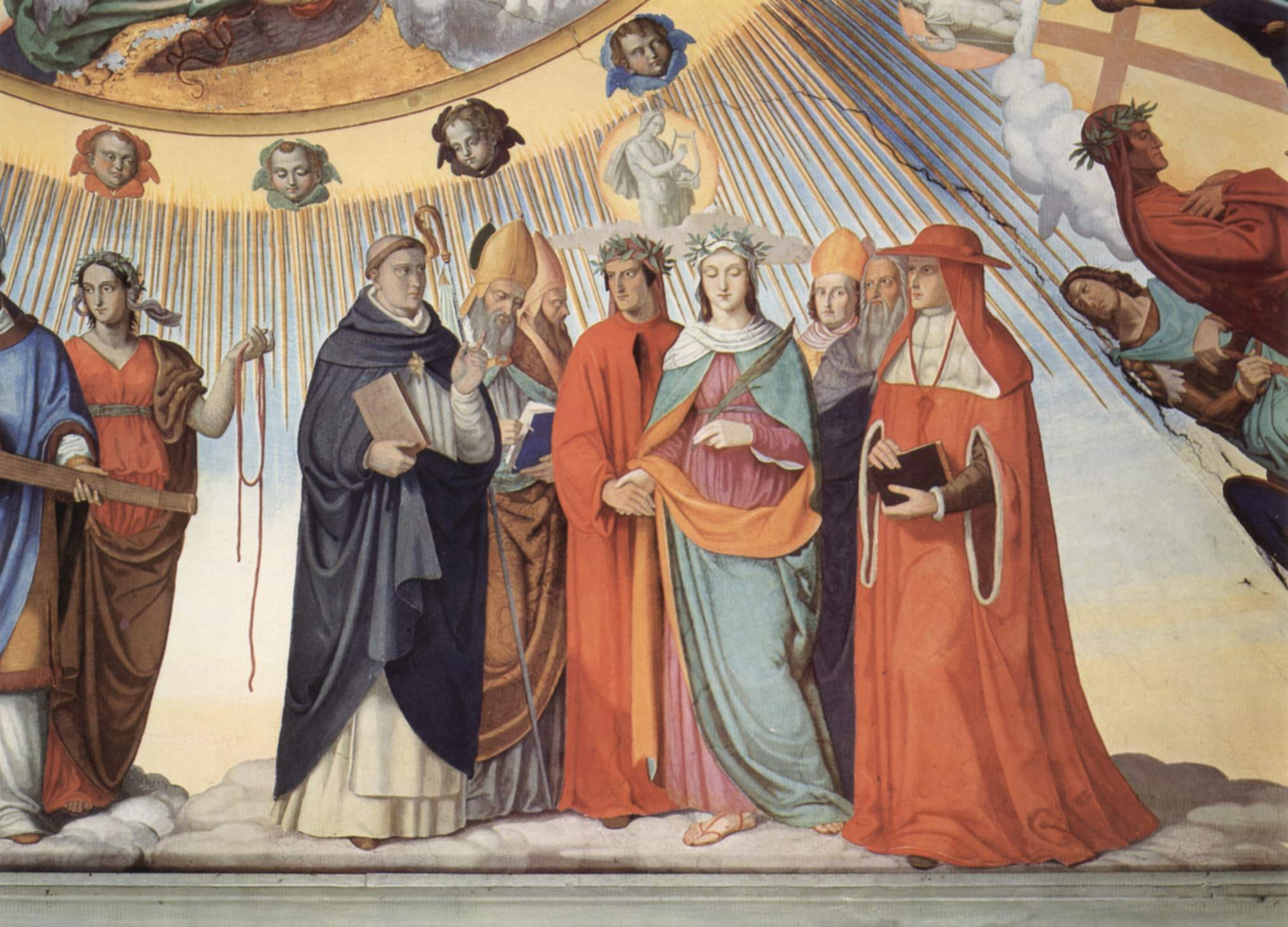
Данте і Беатріче говорять із вчителями мудрості Томою Аквінським, Альбертом Великим, Петром Ломбардським та Сігером Брабантським на Сфері Сонця (фреска Пилипа Фейта), Пісня 10.

У творі «Божественна комедія» Данте Аліг'єрі будує строгу систему небесного вирію, уявляючи його у вигляді 9 сфер, що оточують божественний центр («Полум'яну Троянду»).

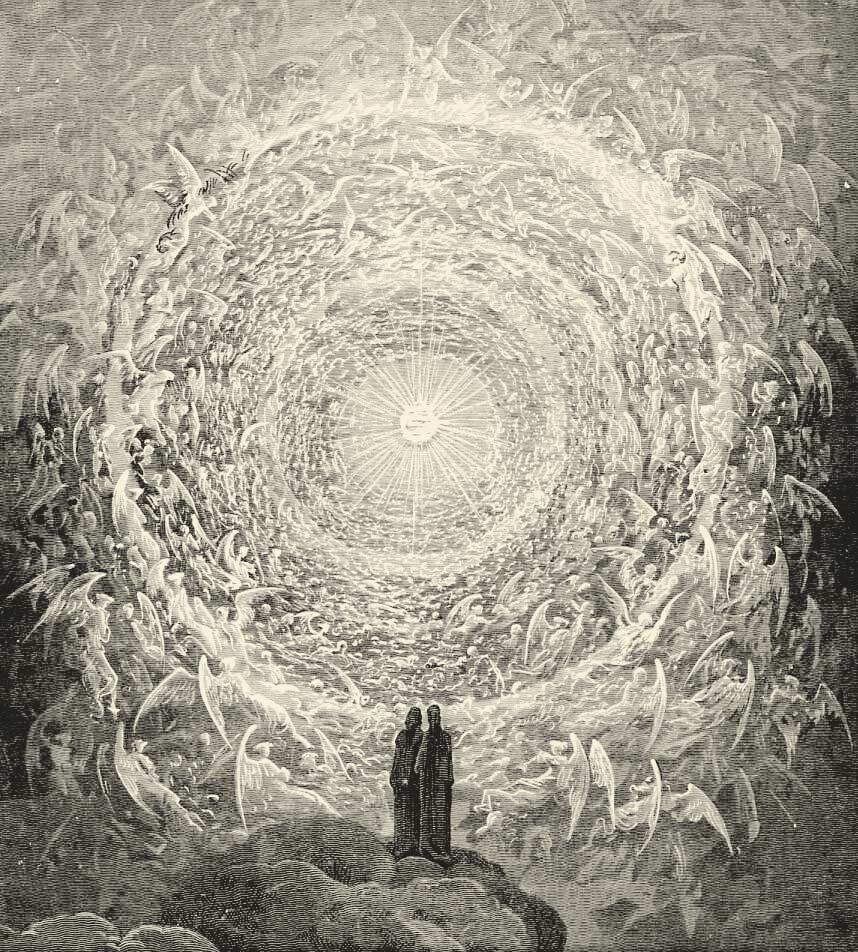
Емпірей. Ілюстрація Гюстава Доре

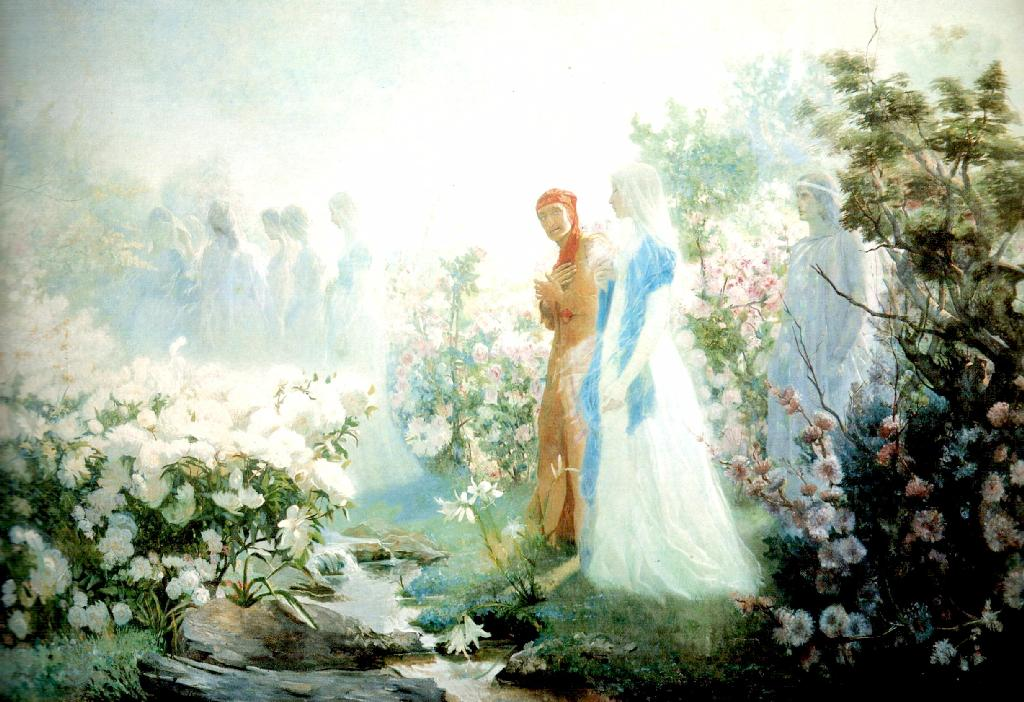
Данте та Беатріче на берегах річки Лети. Крістобаль Рохас, 1889

## Сюжет
У земному раю провідником Данте стає його кохана Беатріче. Вона сидить на колісниці, в яку запряжено грифона (алегорія тріумфуючої церкви). Беатріче спонукає Данте до покаяння, а потім підносить його, вже просвітленого на небо. Заключна, третя, частина поеми присвячена мандрам Данте небесним раєм.
Небесний рай у творі складається з семи сфер, що оперізують землю і відповідають семи планетам (у відповідності до розповсюдженої в часи написання твору Геоцентричної системи світу): сфери Місяця, Меркурія, Венери тощо. За сферами планет розташовані сфера непорушних зірок та кришталева сфера, а нею — Емпірей, — нескінечнна область, населена блаженними, що споглядають Бога. Ця остання сфера, дає життя всьому сущому. Бернард Клервоський проводить Данте небесними сферами і знайомить його з імператором Юстиніаном (який оповідає йому історію Римської імперії, а потім — з учителями віри, мучениками за віру, чиї сяючі душі утворюють сяючий хрест. Підносячись все вище і вище, Данте бачить Христа, Богородицю, янголів і перед ним розкривається «Небесна Троянда» . Тут Данте долучається до Вищої Благодаті, досягаючи спілкування з Творцем.
| Номер   | Назва сфери | Чин янгола                            | Опис                                                                   | Приклади Данте |
| ------- | --- | ------------------------------------- | ---------------------------------------------------------------------- | --- |
| 1 небо  | Місяць | Ангели                                | обитель тих, хто виконує обов'язок і дотримується даних обітниць       | Агамемнон, Ієффай, Констанція Норманська |
| 2 небо  | Меркурій | Архангели                             | обитель - реформаторів, честолюбних діячів - тих, що страждали невинно | - імператор Юстиніан - Іфігенія |
| 3 небо  | Венери | начала (янгольський чин князів світу) | обитель закоханих                                                      | Карл Мартел, Куніцца (Кунігунда) да Романо, Фолькет Марсельський, Дідона, Філліда, Рахава |
| 4 небо  | Сонце | влади (янгольський чин)               | обитель мудреців та великих вчених. Утворюють два кола («хороводи»).   | 1-ше коло: Цар Соломон, Тома Аквінський, Альберт Великий, Франческо Граціано, Петро Ломбардський, Діонісій Ареопагіт, Павло Орозій, Боецій, Ісидор Севільський, Беда Преподобний, Рішар Сен-Вікторський, Сігер Брабантський 2-й круг: святий Домінік, Франциск Ассізький, Бонавентура, францисканці Августин та Іллюмінат, Гуго Сен-Вікторський, Петро Коместор, Петро Іспанський(папа Іван XXI), святий Іван Золотоустий, Ансельм Кентерберійський, Елій Донат, Храбан Мавр, Йоахим Флорський |
| 5 небо  | Марс | сили (янгольський чин)                | обитель воїтелів за віру                                               | Ісус Навин, Юда Макавей, Роланд, Готфрід Бульйонський, Роберт Гвіскар |
| 6 небо  | Юпітер | господства (янгольський чин)          | обитель справедливих правителів                                        | біблійні царі Давид и Єзекія, імператор Траян, сицілійський король Вільгельм II Добрий та герой «Енеїди» Ріфей |
| 7 небо  | Сатурн | престоли (янгольський чин)            | обитель богословів та ченців («споглядачів»)                           | Святий Бенедикт (потім перемістився на 10 небо), Петро Даміані, Макарій, Ромоальд |
| 8 небо  | Сфера зірок | херувими                              | обитель «тріумфуючих»                                                  | Можливо, апостол Петро, апостол Іван, Мафусаїл |
| 9 небо  | першодвигун, кришталеве небо | серафими                              | янголи, святі                                                          | Можливо, папи римські: Сікст, Пій, Калікст та Урбан |
| 10 небо | Емпірей — Полум'яна Троянда та Промениста Ріка (сердцевина троянди та арена небесного амфітеатру). На берегах ріки (ступенях амфітеатрі, поділеного ще на два півкола — старозаповітне й новозаповітне) сидять блаженні душі. | Бог                                   | обитель Божества й блаженних душ                                       | Марія (Діва Марія) — на чолі, під нею — Адам та апостол Петро, Мойсей, Рахиль, та Беатріче, Сарра, Ревека, Юдиф, Рут та інші. Навпроти сидять Іван Хреститель, під ним — Лючія, Франциск Ассізький, святий Бенедикт, Аврелій Августин та інші |